# John Börjesson
John Börjesson – szwedzki zapaśnik walczący w stylu wolnym. Brązowy medalista mistrzostw Europy w 1935 roku. 
Mistrz kraju w 1930 roku.